# Задонцев, Антон Иванович
Антон Иванович Задо́нцев (3 [16] августа 1908, Ставидла, Киевская губерния — 5 декабря 1971, Днепропетровск) — советский растениевод и физиолог.

## Биография
Родился 3 (16) августа 1908 года в селе Ставидла (ныне Кропивницкий район, Кировоградская область, Украина). После окончания сельской школы в 1923 году поступил в Златопольский сельскохозяйственный техникум, по окончании которого был направлен в Белоцерковский сельскохозяйственный институт, который он окончил в 1929 году. В 1929—1932 годах работал в этом же институте на кафедре растениеводства. С 1932 года и до конца жизни работал во ВНИИ кукурузы, с 1941 года — его директор. В 1941 году вместе с институтом переезжает в Саратов по месту нахождения научно-исследовательского института сельского хозяйства Юго-Востока. Антона Задонцева назначают директором УНИИ зернового хозяйства. Вернувшись в 1943 году из эвакуации в Днепропетровск, продолжил занимать должность директора.
Член-корреспондент АН УССР (1951), академик ВАСХНИЛ (1960).
Умер 5 декабря 1971 года. Похоронен в Днепропетровске на Запорожском кладбище.

## Научные работы
Основные научные работы посвящены агрофизиологическому изучению зимостойкости и продуктивности озимых хлебов, выяснению основных закономерностей водопотребления растений в зависимости от приёмов возделывания. Автор более 150 научных трудов.
- Разработал систему агротехнических мероприятий по повышению зимостойкости и урожайности озимой пшеницы в степных районах УССР, наиболее целесообразное сочетание двух ведущих зерновых культур зоны — кукурузы и озимой пшеницы.
- Впервые разработал научно обоснованную систему районирования сроков посева озимой пшеницы, предложил способ углубления узла кущения этой культуры.

## Награды
- Заслуженный деятель науки УССР (1958);
- Сталинская премия 3-й степени (1951) — за выведение гибридов кукурузы «Первенец» и «Успех» и разработку системы мероприятий по получению высоких урожаев этой культуры;
- Премия Совета Министров УССР (1978 — посмертно);
- орден Октябрьской революции;
- четырежды орден Трудового Красного Знамени;
- орден Красной Звезды.